# ژو یی لونگ
ژو یی لونگ (Zhu Yilong) (چینی: 朱一龙، متولد ۱۶ آوریل ۱۹۸۸) بازیگر چینی؛ زاده شهر ووهان در استان هبی است. او در سال ۲۰۱۰ از آکادمی فیلم بیجینگ فارغ‌التحصیل شد. ژو یی لونگ بیشتر به خاطر بازی در مجموعه‌های تلویزیونی سه زندگی را دوست بدار (۲۰۱۴)؛ شائو لانگ یازده (۲۰۱۶)، ولگردهای شهر مرزی (۲۰۱۶)، نگهبان (Guardian) (۲۰۱۸)، داستان مینگ لان (۲۰۱۸)، دیدار مجدد: صدای مشیت (۲۰۲۰) و گمشده در ستاره‌ها شناخته شده‌است.

## زندگی‌نامه
ژو یی لونگ (چینی: 朱一龙، متولد ۱۶ آوریل ۱۹۸۸) بازیگر مرد چینی؛ زاده شهر ووهان در استان هبی است. او در سال ۲۰۱۰ از آکادمی فیلم بیجینگ فارغ التحصیل شد. ژو بیشتر به خاطر بازی در مجموعه‌های تلویزیونی سه زندگی را دوست بدار (۲۰۱۴)؛ شائو لانگ یازده (۲۰۱۶)، ولگردهای شهر مرزی (۲۰۱۶)، نگهبان (Guardian) (2018) و داستان مینگ لان (۲۰۱۸) شناخته شده‌است. همچنین در فیلم سینمایی دنباله دار افسانه کاخ دامینگ (۲۰۱۱) ظاهر شد که به شهرتش افزود. ژو یی لونگ برای اولین بار در سال ۲۰۰۸ در فیلم ارباب شب در نقش یک قاتل ظاهر شد.
در سالهای بعد نیز در فیلمهای متعدد سینمایی و سریالهای تلویزیونی مختلفی بازی کرد. از معروف‌ترین سینمایی‌های او عروس ربوده شده (۲۰۰۹)، عمارت خون آلود (۲۰۰۹)، نفرین یشم خون (۲۰۰۹) و چشمهای وحشت (۲۰۱۰) است. در فیلم افسانه کاخ دامینگ نقش ژنرال جون شی را داشت و در درام جنگی داستان فانگ جینگ شان (۲۰۱۲)، یک قهرمان ملی را به تصویر کشید. در سال ۲۰۱۴ با بازی در درام عاشقانه سه زندگی را دوست بدار (۲۰۱۴)، برنده جایزه بهترین بازیگر در مراسم جوایز بازیگران شرق آسیا شد و پس از ایفای نقش در سریال تاریخی افسانه می یوئه (۲۰۱۵)، شهرت بیشتری پیدا کرد. در سال ۲۰۱۶ در شائو لانگ یازده- یک سریال ژانر ووشیا (هنرهای رزمی چینی) - بر اساس رمانی به همین نام (نوشته گو لانگ) نقش لیان چِنگ بی را بازی کرد که باعث شد در مراسم اهدای جایزه تلویزیونی TVS جایزه بهترین بازیگر نقش مکمل مرد را دریافت کند.
او همچنین در رمان دیگری از گو لانگ- ولگردهای شهر مرزی (۲۰۱۶) - نیز ایفای نقش کرد که برای بازی هنرمندانه اش در این سریال نقدهای مثبتی دریافت کرد و محبوبیتش به طرزی چشمگیر افزایش یافت. وی به خاطر بازی اش در درام کمدی عاشقانه خواهر سلطنتی بازمی‌گردد (۲۰۱۶) و فیلم جاسوسی و مهیج موج ابدی (۲۰۱۷) در کنار آرون کوک و ژائو لینگ در لیست محبوب‌ترین بازیگران سینما قرار گرفت. از او در فهرست نخبگان مشهور چینی نام برده شده‌است.

## فیلم‌شناسی
فیلم‌ها
| سال  | عنوان فارسی                   | عنوان انگلیسی                   | عنوان چینی       | نقش               | یادداشت‌ها  |
| ---- | ----------------------------- | ------------------------------- | ---------------- | ----------------- | ---------- |
| ۲۰۰۸ | شوالیه شب                     | Night Lord                      | 夜郎             | یانگ ژونگ         |            |
| ۲۰۰۹ | یک عمر سرنوشت دیگر            | Another Lifetime of Fate        | 再生缘           | روان یینگ         |            |
| ۲۰۰۹ | عروس ربوده شده                | Snatched Bride                  | 抢来的新娘       | شیائو زی وِی       |            |
| ۲۰۰۹ | عمارت خون آلود                | Bloody Mansion                  | 血色深宅         | شوئه زی مِی        |            |
| ۲۰۰۹ | نفرین یشم خون                 | Blood Jade Curse                | 血玉咒           | ژو یوبای          |            |
| ۲۰۱۰ | گو لی چینگ چون                | Gu Le Qing Chun                 | 鼓乐青春         | لین فنگ           |            |
| ۲۰۱۰ | شکار گنج                      | Treasure Hunting                | 宝藏寻踪         | شانگ گوان یون فنگ |            |
| ۲۰۱۰ | مجموعه سینمایی دا مینگ پین فِی | Da Ming Pin Fei Series          | 大明嫔妃系列     | ژو چانگ شون       | [ ۳ ]      |
| ۲۰۱۰ | ازدواج اشتباه                 | Wrong Marriage                  | 错嫁             | شن فانگ           |            |
| ۲۰۱۰ | چشمان وحشت                    | Terror Eyes                     | 胭脂劫           | یه سانگ           |            |
| ۲۰۱۰ | شِن گوئی سی یون                | Shen Gui Si Yun                 | 深闺疑云         | هه تیان یو        |            |
| ۲۰۱۱ | جوئه می شی مینگ               | Jue Mi Shi Ming                 | 绝密使命         | جین تیه شین       |            |
| ۲۰۱۱ | سیندرلا                       | Cinderella                      | 灰姑娘           | لو هوایفنگ        | [ ۴ ]      |
| ۲۰۱۱ | سی فِی                         | Ci Fei                          | 刺妃             | یه فان            |            |
| ۲۰۱۱ | روح روباه سفید                | The White Fox Spirit            | 白狐仙           | یو یی هونگ        | [ ۵ ]      |
| ۲۰۱۱ | جنگ دو اِر                     | Duo Er War                      | 朵儿的战争       | مای هه            | [ ۶ ]      |
| ۲۰۱۱ | شن شی دا دائو                 | Shen Shi Da Dao                 | 绅士大盗         | وو شوان دونگ      | [ ۷ ]      |
| ۲۰۱۱ | دروازه‌های جهنم                | The Gates of Hell               | 鬼门关           | گونگ تیه شین      | [ ۸ ]      |
| ۲۰۱۱ | افسانه کاخ دامینگ             | Legend of the Daming Palace     | 大明宫传奇       | ژنرال جون شی      | [ ۹ ]      |
| ۲۰۱۱ | سان یه رن                     | San Ye Ren                      | 猎野人           | یه رِن             | [ ۱۰ ]     |
| ۲۰۱۲ | ژانگ دی چین تیان              | Zhan Di Qing Tian               | 战地情天         | جین فِی یو         |            |
| ۲۰۱۲ | تو کوئی ژه                    | Tou Kui Zhe                     | 偷窥者           | جیانگ شین بای     | [ ۱۱ ]     |
| ۲۰۱۲ | شا جی سی فو                   | Sha Ji Si Fu                    | 杀机四伏         | تان وِی            | [ ۱۲ ]     |
| ۲۰۱۳ | بازگشت عشق                    | Love Retake                     | 爱情不NG         | یان جیگه          | [ ۱۳ ]     |
| ۲۰۱۵ | قلبت را دنبال کن              | Following Your Heart            | 贴着你的心跳     | شیه یوهانگ        |            |
| ۲۰۱۶ | مهد کودک (سه بعدی)            | The Nursery 3D                  | 育婴室3D         | مانگ شیائو هوئی   | [ ۱۴ ]     |
| ۲۰۱۷ | یانگ و تابستانش               | Yang and His Summer             | 胡杨的夏天       | هو یانگ           | [ ۱۵ ]     |
| ۲۰۱۷ | موج ابدی                      | Eternal Wave                    | 密战             | سِن زیمو           | [ ۱۶ ]     |
| ۲۰۱۸ | دلقک                          | Clown                           | 丑               |                   | فیلم کوتاه |
| ۲۰۱۹ | مردم من، کشور من              | My People, My Country           | 我和我的祖国     | سونگ له چیانگ     | [ ۱۸ ]     |
| ۲۰۱۹ | چین جوان در سرتیتر خبرها      | Youthful China in the Headlines | 头条里的青春中国 |                   | فیلم کوتاه |

مجموعه‌های تلویزیونی
| سال  | عنوان فارسی                                        | عنوان انگلیسی                          | عنوان چینی               | نقش                              | شبکه پخش                 | یادداشت‌ها     |
| ---- | -------------------------------------------------- | -------------------------------------- | ------------------------ | -------------------------------- | ------------------------ | ------------- |
| ۲۰۱۲ | وانگ یانگ مینگ                                     | Wang Yang Ming                         | 王阳明                   | ژو هو ژائو                       | ChingTV                  |               |
| ۲۰۱۲ | داستان فانگ جینگ شان                               | Fanjingshan Story                      | 风雨梵净山               | سان روبو                         | Beijing TV               | [ ۲۰ ]        |
| ۲۰۱۳ | شن کوای، دکتر عجیب                                 | Weird Doctor Wen Sankuai               | 怪医文三块               | های دونگ شن                      | Nanning Channel          |               |
| ۲۰۱۴ | ضیافت خانوادگی                                     | Family Banquet                         | 家宴                     | فانگ دوزی                        | Beijing TV               | [ ۲۱ ]        |
| ۲۰۱۴ | سه زندگی را دوست بدار                              | Love Three Lives                       | 情定三生                 | چی رویی                          | Beijing TV               | [ ۲۲ ]        |
| ۲۰۱۵ | افسانه می یوئه                                     | The Legend of Mi Yue                   | 芈月传                   | یانگ جی                          | Beijing TV, Dragon TV    | [ ۲۳ ]        |
| ۲۰۱۶ | شائو لانگ یازده                                    | The Shaw Eleven Lang                   | 新萧十一郎               | لیان چنگ بی                      | Beijing TV, Guangdong TV | [ ۲۴ ]        |
| ۲۰۱۶ | عشق من به تو می‌گویم                                | My Love to Tell You                    | 我的爱对你说             | فان وی                           | Guangdong TV             | [ ۲۵ ]        |
| ۲۰۱۶ | ولگردهای شهر مرزی                                  | Border Town Prodigal                   | 边城浪子                 | فو هونگ شو                       | Beijing TV               | [ ۲۶ ]        |
| ۲۰۱۷ | خواهر سلطنتی بازمی‌گردد                             | Royal Sister Returns                   | 御姐归来                 | هه کایشین                        | CCTV                     | [ ۲۷ ]        |
| ۲۰۱۷ | همان‌طور که گلها محو می‌شوند و در آسمان پرواز می‌کنند | As Flowers Fade and Fly Across the Sky | 花谢花飞花满天           | هوآ وو شیه                       | Zhejiang TV              | [ ۲۸ ]        |
| ۲۰۱۸ | نگهبان                                             | Guardian                               | 镇魂                     | شن وی/ فرستاده ردا سیاه/ یه زون  | Youku                    | [ ۲۹ ]        |
| ۲۰۱۸ | اعطای یک زندگی رؤیایی                              | Granting You a Dreamlike Life          | 许你浮生若梦             | لو فو شنگ/ چنگ موشنگ. لو چین گِنگ | Youku                    | [ ۳۰ ]        |
| ۲۰۱۸ | داستان مینگ لان                                    | The Story of Minglan                   | 知否？知否？应是绿肥红瘦 | چی هنگ                           | Hunan TV                 | [ ۳۱ ]        |
| ۲۰۱۹ | اقدام جهانی                                        | Skynet Action                          | 天网行动                 | پانگ جیا                         | Youku                    | [ ۳۲ ]        |
| ۲۰۱۹ | دوست حقیقی من                                      | My True Friend                         | 我的真朋友               | جینگ ران                         | Dragon TV, Zhejiang TV   | [ ۳۳ ]        |
| ۲۰۲۰ | چین و چروک، زن، شگفت‌انگیز                          | Wrinkle, Women, Wonderful?             |                          |                                  |                          | GQ web series |
| ۲۰۲۰ | اتحاد: صدای مشیت                                   | Reunion: The Sound of the Providence   | 重启之极海听雷           | وی شیه                           | iQiyi, Youku             | [ ۳۵ ]        |
| ۲۰۲۰ | به خود عزیزم                                       | To Dear Myself                         | 亲爱的自己               | چن ییمینگ                        | Hunan TV                 | [ ۳۶ ]        |
| ۲۰۲۱ | یاغی (شورشی)                                       | The Rebel                              | 叛逆者                   | لین نان شنگ                      | CCTV-8, CCTV-1, iQIYI    | [ ۳۷ ]        |

## ترانه‌شناسی
| سال  | عنوان فارسی                           | عنوان انگلیسی                        | عنوان بومی ترانه به چینی | آلبوم                                   | یادداشت ها/ اختصارات.                                                                        |
| ---- | ------------------------------------- | ------------------------------------ | ------------------------ | --------------------------------------- | -------------------------------------------------------------------------------------------- |
| ۲۰۱۴ | ستاره ابدی                            | "Eternal Star"                       | 恒星                     | موسیقی متن سریال سه زندگی را دوست بدار  | [ ۳۸ ]                                                                                       |
| ۲۰۱۶ | منتظر خواهم ماند                      | "I Will Wait"                        | 我会等                   | موسیقی متن فیلم مهد کودک                | [ ۳۹ ]                                                                                       |
| ۲۰۱۷ | عشق دیوانه                            | "Crazy Love"                         | 疯狂的爱                 | موسیقی متن سریال خواهر سلطنتی بازمی‌گردد | [ ۴۰ ]                                                                                       |
| ۲۰۱۸ | پرواز زمان                            | "Flight of Time"                     | 时间飞行                 | موسیقی متن سریال نگهبان                 | به همراه بای یو                                                                              |
| ۲۰۱۸ | ستاره زمین ستاره دریا را ملاقات می‌کند | "Earth Star Meets Sea Star"          | 地星撞海星               |                                         | به همراه بای یو                                                                              |
| ۲۰۱۸ | اعطای یک زندگی رؤیایی                 | "Granting You a Dreamlike Life"      | 许你浮生若梦             | موسیقی متن اعطای یک زندگی رؤیایی        | به همراه آن یوئه شی                                                                          |
| ۲۰۱۸ | جایی که رؤیاها آغاز می‌شوند            | "Where Dreams Begin"                 | 梦开始的地方             |                                         | ترانه کمپین خیریه 人人都是志愿者                                                             |
| ۲۰۱۹ | جوانها هیجان انگیزش می‌کنند            | "Youth Rave It Up"                   | 青春跃起来               |                                         | اجرای جشنواره بهاری گالا در شبکه تلویزیونی CCTV چین به همراه لی یی فنگ                       |
| ۲۰۱۹ | خط اژدها                              | "Dragon Text"                        | 龙文                     |                                         | به همراه دونگ وِن هوا                                                                         |
| ۲۰۱۹ | نوری به بالا                          | "The Light Upwards"                  | 向上的光                 |                                         | موسیقی متن برای پروژه جوانان چین                                                             |
| ۲۰۱۹ | سرزمین مادری ام و من                  | "My Motherland and I"                | 我和我的祖国             | موسیقی متن برنامه سرزمین مادری ام و من  | به همراه چن فی یو، لیو هائو ران، اُو هائو و ژو دونگ یو                                        |
| ۲۰۱۹ | عاشقانه کوهستان و رودخانه             | "Romance Between Mountain and Water" | 山水相恋                 |                                         | به همراه جیانگ شویینگ                                                                        |
| ۲۰۲۰ | سلام ۲۰۲۰                             | "Hello 2020"                         | 你好۲۰۲۰                 |                                         | اجرای جشنواره بهاری گالا در شبکه تلویزیونی CCTV چین به همراه لی شیان، ما سیچون، و ژو دونگ یو |
| ۲۰۲۰ | ووهان، حالت خوب است؟                  | "Wuhan, How Are You"                 | 武汉，你好吗             |                                         | ترانه ای برای روحیه بخشی برای مبارزه با SARS-CoV-2 در ووهان                                  |
| ۲۰۲۰ | راه اندازی دوباره                     | "Reboot"                             | 重启                     | موسیقی متن سریال اتحاد: آوای مشیت       |                                                                                              |
| ۲۰۲۰ | مثلث آهنین                            | "Iron Triangle"                      | 铁三角                   | موسیقی متن سریال اتحاد: آوای مشیت       | به همراه هوانگ جین جیه و چن مینگ هائو                                                        |
| ۲۰۲۰ | پایین پریدن                           | "Jumping Downward"                   | 往下跳                   | موسیقی متن سریال اتحاد: آوای مشیت       |                                                                                              |
| ۲۰۲۰ | خود عزیزم                             | "Dear myself"                        | 亲爱的自己               | موسیقی متن سریال به خود عزیزم           | به همراه کی سو                                                                               |
| ۲۰۲۰ | توی عزیزم                             | "Dear you"                           | 亲爱的你                 | موسیقی متن سریال به خود عزیزم           |                                                                                              |

## جوایز و افتخارات
در سال ۲۰۱۸، ژو یی لونگ به عنوان سفیر افتتاحیه جشنواره بین‌المللی فیلم جزیره هِه نان انتخاب شد. همچنین در مراسم مردان جی کیو سال ۲۰۱۹، برنده جایزه سفیر حسن نیت شد. او در همان سال به عنوان سفیر مبارزه با جنایت علیه حیات وحش توسط سازمان WWFانتخاب شد تا از مردم بخواهد تقاضا برای عاج فیل و سایر محصولات ساخته شده از حیوانات و گونه‌های در معرض انقراض را کاهش دهند. از ژو یی لونگ دو مجسمه مومی ساخته و به وی اهدا شد که مجسمه‌ها در لباس شخصیت داستانی، چی هنگ در داستان مینگ لان ساخته شده بودند. هر دو مجسمه در سال ۲۰۱۹ در مادام توسوی شهر شانگهای به نمایش درآمدند.
فهرست جوایز برنده شده و نامزد شده
| سال  | جایزه                                               | دسته‌بندی                    | اثر منتخب             | نتیجه    | اختصارات |
| ---- | --------------------------------------------------- | --------------------------- | --------------------- | -------- | -------- |
| ۲۰۱۵ | مراسم شرقی جوایز افراد بانفوذ آسیایی                | خوش آتیه‌ترین بازیگر         | سه زندگی را دوست بدار | برنده    | [ ۵۰ ]   |
| ۲۰۱۷ | سیزدهمین مراسم اهدای جوایز درام تلویزیونی جنوب چین  | بهترین بازیگر نقش مکمل      | شائو لانگ یازده       | برنده    | [ ۵۱ ]   |
| ۲۰۱۷ | جوایز InStyle iLady Icon                            | بازیگر پر طرفدار سال        | —                     | برنده    | [ ۵۲ ]   |
| ۲۰۱۸ | چهاردهمین مراسم اهدای جوایز درام تلویزیونی جنوب چین | بازیگر نقش اصلی مرد سال     | ولگردهای شهر مرزی     | برنده    | [ ۵۳ ]   |
| ۲۰۱۸ | مراسم اهدای جوایز فیلم Weibo                        | جایزه محبوبیت               | —                     | برنده    | [ ۵۴ ]   |
| ۲۰۱۸ | جوایز موسیقی چین Q                                  | محبوب‌ترین خواننده تلویزیونی | —                     | برنده    | [ ۵۵ ]   |
| ۲۰۱۸ | جوایز موسیقی چین Q                                  | محبوب‌ترین موسیقی متن        | پرواز زمان            | برنده    | [ ۵۵ ]   |
| ۲۰۱۸ | پانزدهمین مراسم جایزه بهترین مرد                    | خوش آتیه‌ترین بازیگر         | —                     | برنده    | [ ۵۶ ]   |
| ۲۰۱۸ | مراسم جایزه ستاره قدرتمند                           | تاثیر گذارترین بازیگر       | —                     | برنده    | [ ۵۷ ]   |
| ۲۰۱۸ | دهمین دوره جوایز سریالهای تلویزیونی چین             | بازیگر جوان جذاب            |                       | برنده    | [ ۵۸ ]   |
| ۲۰۱۹ | رتبه‌بندی نقش اصلی فیلم و تلویزیون ۲۰۱۸              | بازیگر سال                  |                       | برنده    | [ ۵۹ ]   |
| ۲۰۱۹ | مراسم اعطای جوایز weibo                             | جایزه خدای ویبو             | —                     | برنده    | [ ۶۰ ]   |
| ۲۰۱۹ | اجلاس اینترنتی هه بی                                | برترین شخص سال              | —                     | برنده    | [ ۶۱ ]   |
| ۲۰۱۹ | چهارمین مراسم سریال‌های تلویزیونی با کیفیت چین       |                             | افسانه مینگ لان       | برنده    |          |
| ۲۰۱۹ | بیست و پنجمین جشنواره تلویزیونی شانگهای             | بهترین بازیگر نقش مکمل      |                       | نامزدشده | [ ۶۲ ]   |
| ۲۰۱۹ | رتبه‌بندی نقش اصلی فیلم و تلویزیون ۲۰۱۹              |                             |                       | برنده    | [ ۶۳ ]   |
| ۲۰۱۹ | چهارمین جایزه علمی عنکبوت طلایی                     | بهترین بازیگر               | نگهبان                | برنده    | [ ۶۴ ]   |
| ۲۰۱۹ | چهارمین جایزه علمی عنکبوت طلایی                     | محبوب‌ترین بازیگر            | نگهبان                | برنده    | [ ۶۴ ]   |
| ۲۰۱۹ | جایزه مردان سال GQ 2019                             | سفیر حسن نیت                | —                     | برنده    | [ ۶۵ ]   |
| ۲۰۱۹ | بیست و چهارمین جوایز تلویزیونی آسیا                 | بهترین بازیگر نقش مکمل      |                       | نامزدشده | [ ۶۶ ]   |
| ۲۰۱۹ | غنچه طلایی - چهارمین جشنواره فیلم و شبکه تلویزیونی  | بهترین بازیگر               |                       | نامزدشده | [ ۶۷ ]   |
| ۲۰۱۹ | ششمین مراسم اهدای جایزه بازیگران چین                |                             |                       | برنده    | [ ۶۸ ]   |
| ۲۰۱۹ | کانال فیلم چین (CCTV-6) M List                      | خوش آتیه‌ترین بازیگر         |                       | نامزدشده | [ ۶۹ ]   |
| ۲۰۱۹ | مراسم جایزه ستاره قدرتمند                           |                             |                       | برنده    |          |
| ۲۰۲۰ | مراسم اهدای جوایز ادبی چین                          |                             |                       | برنده    | [ ۷۰ ]   |
| ۲۰۲۰ | سی امین جایزه عقاب طلایی تلویزیون چین               | بازیگر منتخب بینندگان       | —                     | نامزدشده | [ ۷۱ ]   |
| ۲۰۲۰ | جایزه افراد تأثیرگذار هفته نامه اخبار چین           |                             |                       | برنده    | [ ۷۲ ]   |
| ۲۰۲۰ | کارناوال iQiyi All Star                             | موفق‌ترین بازیگر سال         |                       | برنده    |          |
| ۲۰۲۰ | مراسم اهدای جوایز Jinri Toutiao                     |                             |                       | برنده    |          |

## ژو یی لونگ در ایران
ژو یی لونگ در ایران با وب درامای علمی تخیلی نگهبان (Guardian) شناخته شده‌است که در آن سه نقش مختلف را ایفا می‌کند: فرستاده ردا سیاه (محافظ و سفیر عدالت شهری خیالی و همیشه تاریک به اسم دی شینگ که مردمش قدرتهای ماورایی دارند، اما از آمدن به سطح زمین محروم هستند)، پروفسور بیولوژی ای به نام شِن وی (استاد دانشگاه شهر اژدها) و یه زُون (نقش منفی سریال و یک زندانی دی شینگی که می‌خواهد به سطح زمین (های شینگ) راه بیابد و زمینی‌ها را نابود کند). بازی او در کنار بای یو (Bai Yu) بازیگر مرد محبوب چینی و خط داستانی برومنس (B-Romance/ Boy Love) بین شن وی و ژائو یونلان (ارباب محافظان یا رئیس سازمان تحقیقات ویژه در زمین) باعث شد خیل عظیمی از طرفداران آن دو شکل بگیرد. هم در چین و هم در ایران ژو یی لونگ و بای یو را بیشتر با سریال نگهبان و به اسم شن وی و ژائو یون لان می‌شناسند. اسم فندام آنها ژوبای است.